# Partido Conservador Cívico (República Checa)
El Partido Conservador Cívico (en checo: Občanská konzervativní strana, OKS u O.K. strana) es un partido político nacionalconservador de la República Checa, fundado en 2013 por Jiří Janeček al separarse del Partido Democrático Cívico (ODS).

## Historia
En febrero de 2013, Jiří Janeček fundó la denominada facción de derecha dentro del Partido Democrático Cívico (ODS), con más de 300 miembros del partido. Janeček declaró que la facción tenía como objetivo ayudar al partido a resolver sus problemas. Las acciones de Janeček fueron criticadas por muchos miembros prominentes del ODS. Janeček dimitió como presidente de la organización ODS de Praga 11.
En noviembre de 2017, Janeček anunció que la facción dejaría el ODS y se convertiría en el Partido Conservador Cívico, argumentando que el ODS había dejado atrás las ideas en las que se fundó. El OKS tenía 2.000 partidarios dentro del ODS.
El OKS participó en las elecciones europeas de 2014. Lanzó su campaña el 15 de abril de 2014, encabezada por Pavel Černý. El partido no logró obtener ningún escaño y recibió el 0,22% de los votos.
En 2014, OKS se convirtió en uno de los miembros fundadores del Movimiento Europa de las Naciones y de las Libertades. Otros miembros incluyeron el Frente Nacional de Francia y el Partido de la Libertad de Austria. Algunos medios informaron en 2016 que OKS se fusionaría con los Patriotas de la República Checa, pero la fusión nunca se llevó a cabo.

## Ideología
El programa del partido enfatiza "la creación de un entorno económico estable, un presupuesto equilibrado y bajos impuestos, así como una reducción significativa de la inmigración y, en particular, de la islamización". El partido es incondicionalmente anticomunista, con la prohibición de ingresar a exmiembros del Partido Comunista de Bohemia y Moravia (KSČM).

## Líderes
- Jiří Janeček (2013-2015)
- Barbora Štěpánková (desde 2016)